# Reneszánsz ember (film)
A Reneszánsz ember (eredeti cím: Renaissance Man) 1994-ben bemutatott amerikai filmvígjáték Penny Marshall rendezésében.
A főbb szerepekben Danny DeVito, Gregory Hines, James Remar és Cliff Robertson látható.

## Cselekmény
Bill Rago szakmájában sikertelen reklámszakember. Munkája elvesztése után az amerikai hadsereg kiképzőegységénél szerez állást. Feladata, hogy az időnként félig-meddig analfabéta és a tanulás iránt nem túlságosan elkötelezett újoncokból művelt embereket faragjon. Rago lelkes hozzáállásával eléri, hogy a katonák megszeressék az olvasást, különösen William Shakespeare műveit.

## Szereplők
| Színész             | Szerep                                | Magyar hang     |
| ------------------- | ------------------------------------- | --------------- |
| Danny DeVito        | Bill Rago                             | Balázs Péter    |
| Gregory Hines       | Cass őrmester                         | Csuja Imre      |
| James Remar         | Tom Murdoch kapitány                  | Bognár Zsolt    |
| Cliff Robertson     | James ezredes                         | Várkonyi András |
| Ed Begley, Jr.      | Jack Markin közlegény                 | Imre István     |
| Lillo Brancato, Jr. | Donnie Benitez közlegény              | Szokol Péter    |
| Stacey Dash         | Miranda Myers közlegény               |                 |
| Kadeem Hardison     | Jamaal Montgomery közlegény           | Bartucz Attila  |
| Richard T. Jones    | Jackson Leroy tizedes                 | Selmeczi Roland |
| Khalil Kain         | Roosevelt (Nathaniel) Hobbs közlegény | Boros Zoltán    |
| Peter Simmons       | Brian Davis Jr. közlegény             | Markovics Tamás |
| Gregory Sporleder   | Melvin Melvin közlegény               | Anger Zsolt     |
| Mark Wahlberg       | Tommy Lee Haywood közlegény           | Fekete Zoltán   |
| Alanna Ubach        | Emily Rago                            |                 |
| Isabella Hofmann    | Marie                                 |                 |

## Forgatás
A forgatás 1993. szeptember 13-tól november 20-ig tartott. A filmben szereplő "Fort McClane" a valóságban nem létezik, a jeleneteket az észak-karolinai Fort Jackson bázison vették fel. A film jeleneteit a működő bázison forgatták, így egy valós alapkiképzés jelenetei is bekerültek a filmbe, valódi katonákkal. A bázison megtalálható telefonfülke is szerepel a filmben, ezen telefonál Bill Rago, amikor felriasztják kora reggel.